# Абрахам Сеньор
Абрахам Сеньор (на испански: Abraham Senior) е испански еврейски равин и придворен, отгооврен за събирането на данъците в Кастилия. През 1492 година, за разлика от своя съратник Исак Абрабанел, той се покръства, приемайки името Фернандо Перес Коронел или Фернандо Нунес Коронел.